# Tryb przypuszczający
Tryb przypuszczający (łac. conditionalis) – jeden z podstawowych trybów w mowie, występujący w większości języków. Wyraża przypuszczenie, wątpliwość, niezdecydowanie, wskazuje na zdystansowanie się mówcy od opisywanych przez niego faktów. Fakty opisane trybem przypuszczającym mogą być nierzeczywiste, hipotetyczne lub co najmniej wątpliwe. W wielu językach (np. angielski, niemiecki, polski) tryb przypuszczający służy do wyrażania życzeń i rozkazów w sposób grzeczny, np. ang. Would you…, pol. zrobiłbyś to? itp. Występuje w czasie teraźniejszym i przeszłym. W wielu językach tryb przypuszczający nie ma morfologicznej formy, a jedynie jest konstrukcją modalną, przykładowo w języku angielskim I would/should have done that. W innych językach tryb morfologiczny, mimo że istnieje, ustępuje konstrukcjom omownym i modalnym, na przykład w języku niemieckim forma würde + bezokolicznik zastępuje coraz częściej formy I i II koniunktiwu.
We wszystkich językach słowiańskich istnieje tryb przypuszczający potencjalny. Tworzy się go przez dodanie cząstki bi/b(y) do formy imiesłowu na -l, np. głuż. bych čitał, słc. volal by som, ukr. я ходив би, pol. śpiewałbym. W językach polskim, czeskim, słowackim, serbskim/chorwackim i słoweńskim (a dawniej również górnołużyckim i ukraińskim) występuje też tryb przypuszczający irrealny, np. cz. byl bych prosil, słc. bol by som volal, s./ch. bio bih uradio, pol. byłbym śpiewał.